# 声優Wave
声優Wave（せいゆうウェーブ）は、2001年12月1日から2006年6月30日まで、キャラクター・アンド・アニメ・ドット・コム（現・キャラアニ）およびエー・アイ・アイにより運営されていた有料（一部無料）インターネット番組配信サービス。
サービス開始から約2週間はキャラクター・アンド・アニメ・ドット・コムにより運営され、12月14日より「AII」で独占配信されることとなった。当初は音声のみの配信だったが、後に映像配信も行われている。番組配信だけでなく、DVD等のグッズ制作やイベントも頻繁に企画された。
2004年6月には、女性向けコンテンツ「声優Wave for Girls」の配信を開始。また、エー・アイ・アイと凸版印刷（Bitway）の提携による配信先増加に伴い、利用料金が引き下げられている。2005年3月のデジタル著作権管理（DRM）導入に伴い、Macintoshユーザーはサービスを利用できなくなった。
2006年6月30日をもって全番組の配信を終了した。

## 番組一覧
2001年配信開始の番組
- 榎本温子のここが最後尾
- 高城元気＆下野紘の元気と紘の半熟革命
- 釘宮理恵の赤い糸む・す・ぼ!
- 仁後真耶子＆浅野真澄＆斎藤千和のスタジオ I'm へようこそ!
- 高橋美佳子のぱよ検索エンジン
- 中原麻衣の麻衣Pure Ready!
- 水野愛日のあいどるだってば!
- 那須めぐみのきまぐれVenus
- 山本麻里安のキャラメル★リボン
- 鈴木千尋のパンドラBOX

2002年配信開始の番組
- 清水愛のあなたとお茶会 （2002年8月8日 - 10月24日）
- めぐみと千和の微笑みをあなたへ （那須めぐみ、斎藤千和）
- やっぱりマミタケじゃナイト [声優Wave Plus] （草尾毅、金月真美）
- 新谷良子のあなたと☆お・で・か・け （〜2004年）
- 望月久代の天使の季節 （〜2004年）
- 山本麻里安のキャラメルカフェ （〜2004年）
- 加藤夏希のハッピーGOナッキー！
- 声優Wave radio - 月替わりのパーソナリティで送る音声番組。パーソナリティ以外の声優陣による番組内ミニ番組もあり。
- 天羽姉妹のスパッと成敗してあ・げ・る！ [無料、全3回] （後藤邑子、柳瀬なつみ）

2003年配信開始の番組
- 飯塚雅弓のmayumi.company（マユミ･ドット･カンパニー） （2003年2月7日 - 2006年6月）
- 榎本温子・IRIS
- 清水愛の愛♥娘（あいにゃん） （〜2006年6月）

2004年配信開始の番組
- 坂本美里のフェアリー☆プリンセス
- 山本麻里安のマジカル☆ドリーム （〜2004年10月）
- 新谷良子のいつでも☆いっしょ （2004年6月1日 - 2006年6月）
- 新谷さや香のSAYAKA.TV （〜2005年）
- 永井真衣のねこねこ☆はーと （〜2005年）
- 美弥乃静のcome on a しずんちTV （〜2005年5月27日）
- 山本くんの麻里安倶楽部 （山本麻里安 / 2004年12月6日 - 2006年6月）
- ラジオ de シフォン [無料] （氷上恭子、増田ゆき、小島幸子）

2005年配信開始の番組
- なっちゃんともっちーのchica★chica （桑谷夏子、望月久代 / 2005年7月7日 - 2006年6月）

### 声優Wave for Girls
- 櫻井孝宏の秘密基地S （2004年6月 - 2004年7月）
- 鈴村健一の超人タイツ （2004年7月26日 - 2006年6月）
- 元気と達央のMYSTIC OPERATION COMPANY （高城元気、鈴木達央 / 2004年12月7日 - 2006年6月）
- 緑川光の刺激をください… （2004年12月 - 2006年6月）